# 筑波宇宙中心

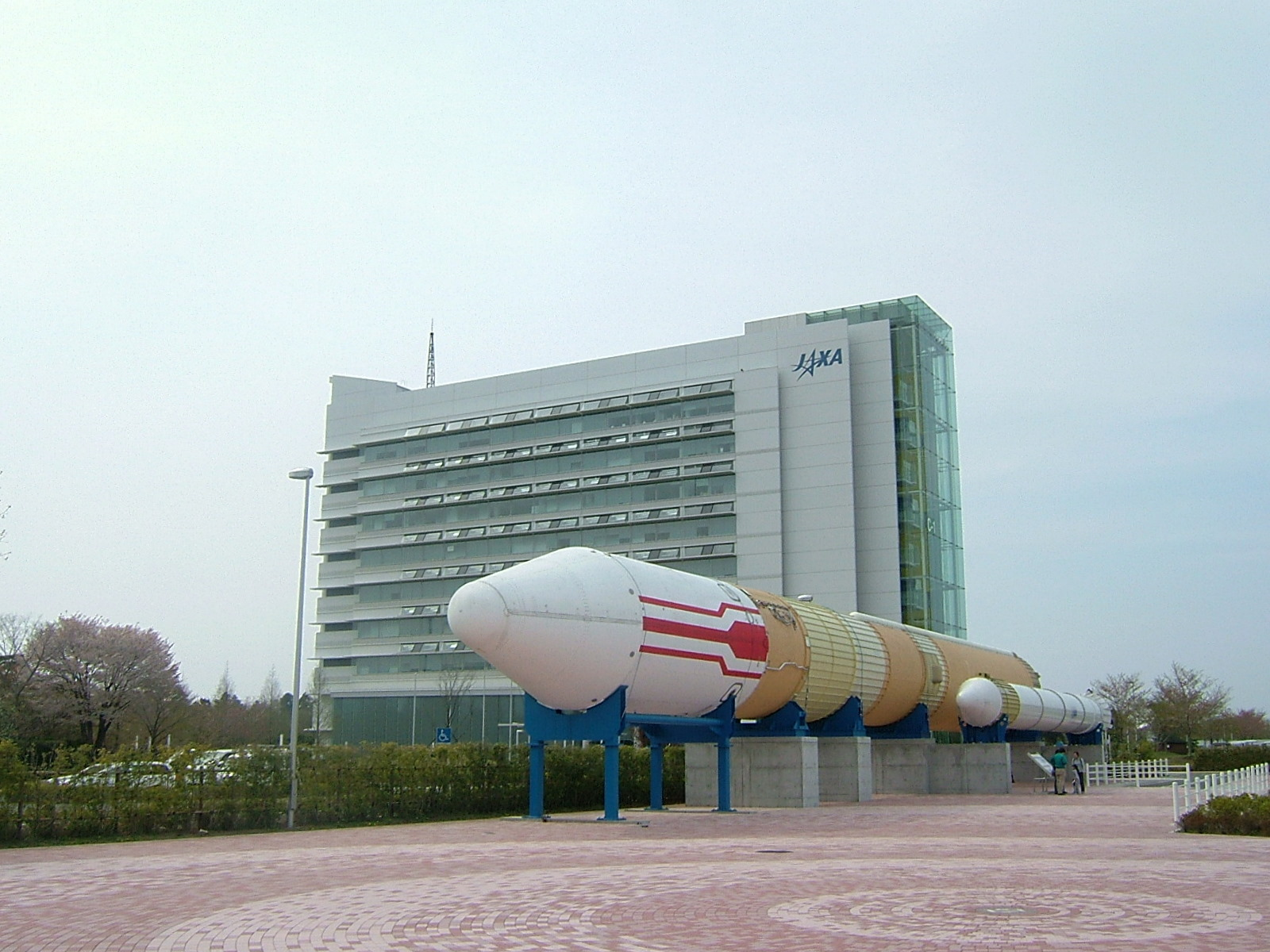
筑波宇宙中心的H-II运载飞船

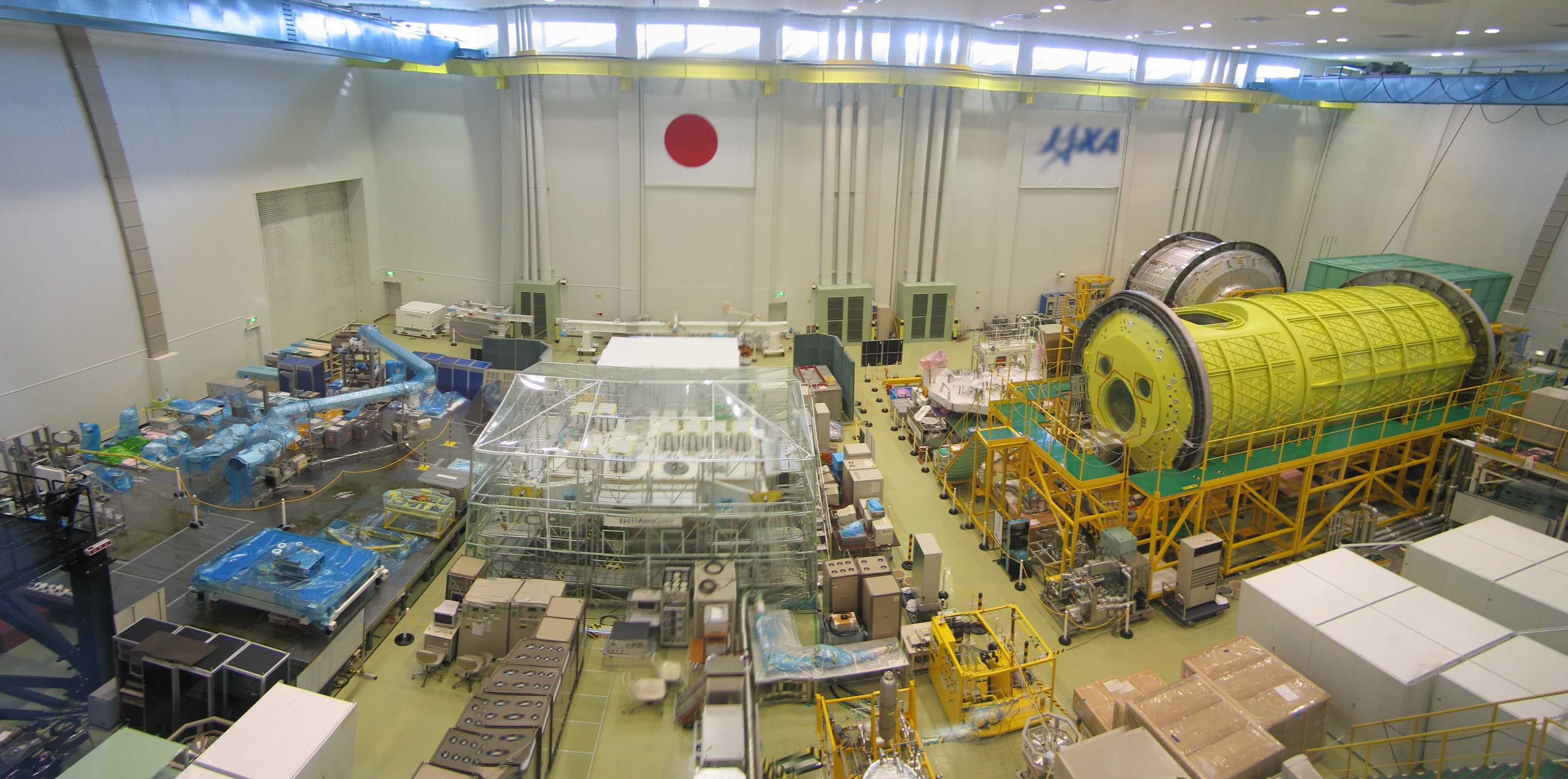
空间站测试大楼 (2005)

筑波宇宙中心（日语：／，TKSC）是位于茨城县筑波科学城的日本宇宙航空研究开发机构（JAXA）的运营设施和总部之一。 该设施成立于1972年，是日本太空运营和研究的主要场所。 前往国际空间站的日本宇航员除了在德克萨斯州休斯顿的林顿·约翰逊太空中心接受的训练外，还在这里接受了部分训练。 
筑波宇宙中心提供设施参观以及展示厅，其中包括H-II运载飞船和国际空间站上的希望号实验舱的全尺寸模型。